# Дегтярьова Марина Олександрівна
Марина Олександрівна Дегтярьова (22 листопада 1993) — українська волейболістка, зв'язуючий. Гравець національної збірної. Призерка всесвітніх студентських ігор. Срібна медалістка першості України 2023 року.

## Клуби
| Роки      | Команди                             |
| --------- | ----------------------------------- |
| 2009—2014 | «Сєвєродончанка»                    |
| 2014—2015 | Казахстан                           |
| 2015—2016 | «Маккабі» (Хадера)                  |
| 2020—2021 | «Полісся» (Житомир)                 |
| 2021—2023 | «Добродій-Медуніверситет» (Вінниця) |
| 2024—     | «Добродій» (Вінниця)                |

## Статистика
У збірній:
| Рік  | Турнір           | Ігри | Сети | Очки | Ср.  | Місце | Примітки |
| ---- | ---------------- | ---- | ---- | ---- | ---- | ----- | -------- |
| 2011 | Чемпіонат Європи | 3    | 9    | 15   | 1,67 |       |          |
| 2017 | Золота євроліга  | 8    | 18   | 2    | 0,11 | 1     |          |

## Галерея
Марина Дегтярьова у складі студентської збірної на Універсіаді-2017.

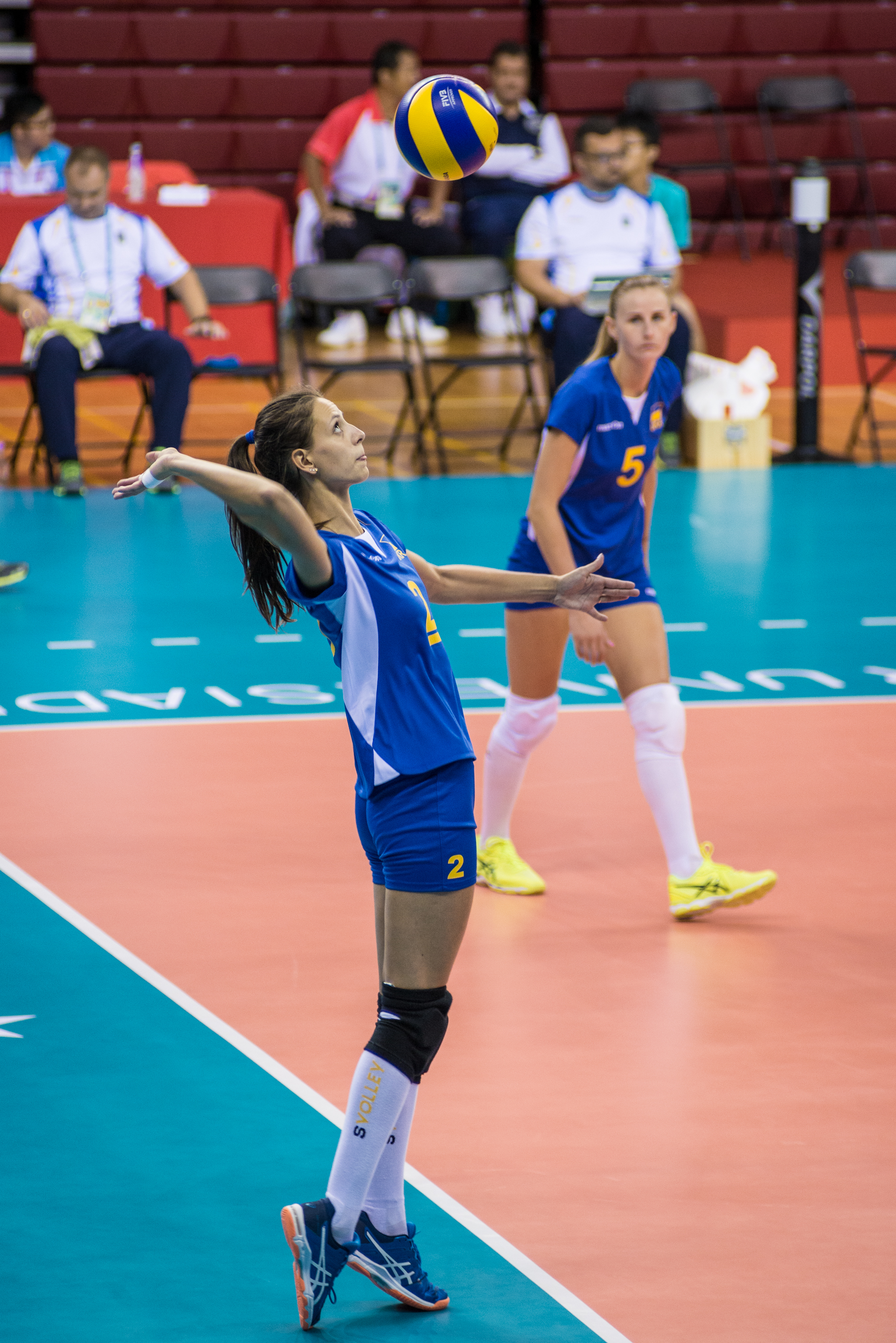
Марина Дегтярьова (№ 2) і Катерина Сільченкова (№ 5).
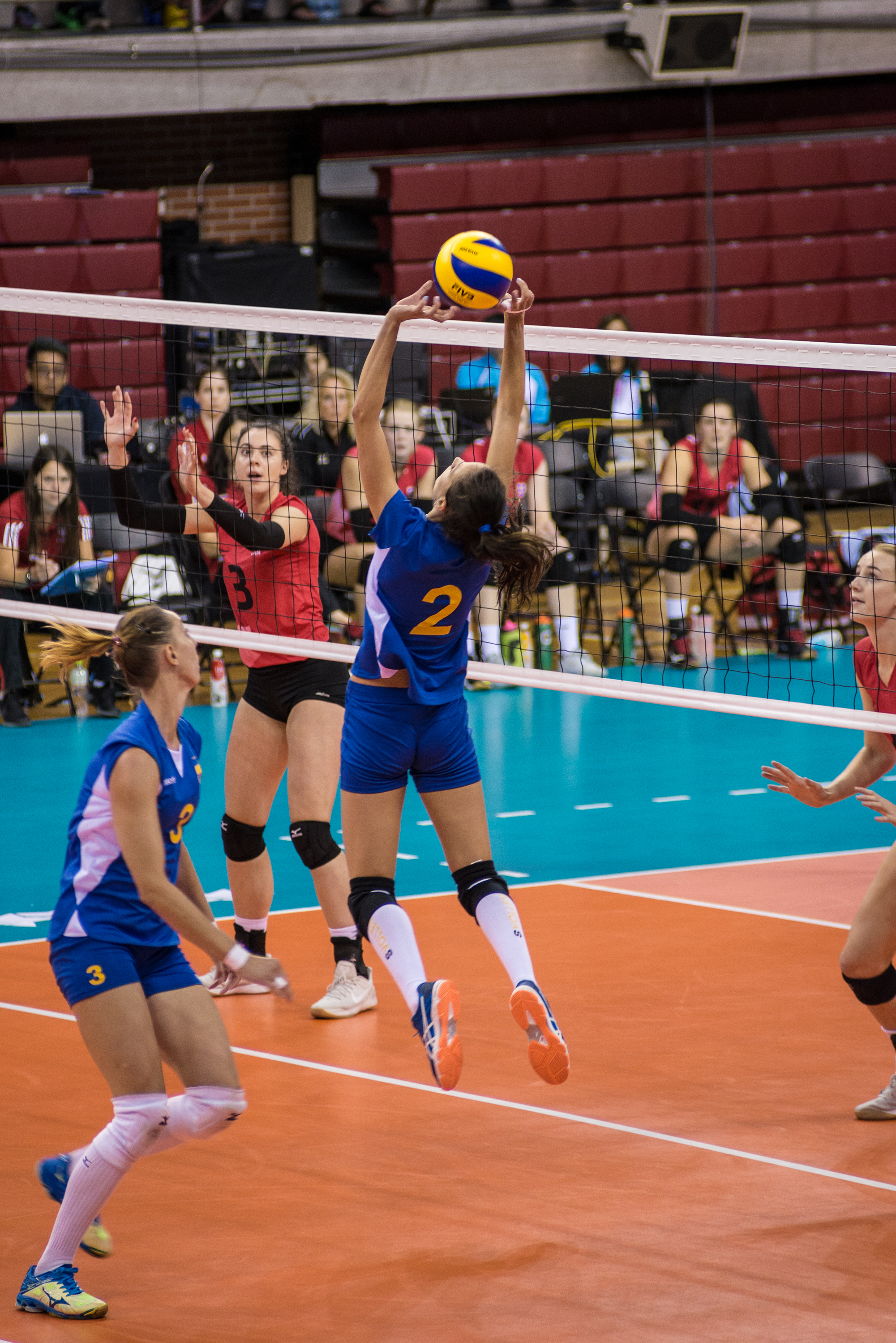
Дар'я Дрозд (№ 3) і Марина Дегтярьова (№ 2).

.